# 里浦町里浦
里浦町里浦（さとうらちょうさとうら）は、徳島県鳴門市の大字。郵便番号は772-0021。

## 地理
鳴門市の南東端に位置する。東は紀伊水道に面し、南西は旧吉野川河口に接し、北から西へ撫養町岡崎・撫養町林崎・撫養町立岩・里浦町粟津に接する。徳島県道184号粟津港撫養線が通る。北東端にはぼら山・いわし山などの小高い山がある。およそ農業地帯。
北部の字花面・坂田には住宅街が形成されている。農業は砂地畑で食用甘藷とダイコンの二毛作が行われ、裏作のダイコンは昭和41年に秋冬ダイコンの野菜指定産地に指定されている。漁業は主にワカメ養殖が行われ、鳴門わかめとして全国に知られる灰干し糸わかめに加工されている。
山裾には奈良時代の「万葉集」の歌人・柿本人麻呂を祀った人丸神社・男狭磯伝説の十二神社がある。十二神社の「ねり」は市文化財に指定。

### 河川
- 旧吉野川

### 山岳
- ぼら山
- いわし山

### 小字
| - 梅原 - 恵美寿 - 大久保 - 片桐 - 小高塚 | - 坂田 - 中島 - 西浜 - 花面 - 平松 |  |

## 歴史
江戸期から町村制の施行された1889年（明治22年）にかけては板東郡および板野郡の村であった。寛文4年より板野郡に属す。明治22年に同郡里浦村の大字となった。昭和22年3月には鳴南市、同年5月より現在の鳴門市の字名となる。

## 世帯数と人口
2022年（令和4年）7月31日現在の世帯数と人口は以下の通りである。
| 町丁       | 世帯数    | 人口    |
| ---------- | --------- | ------- |
| 里浦町里浦 | 1,237世帯 | 2,768人 |

## 小・中学校の学区
市立小・中学校に通う場合、学区は以下の通りとなる。
| 番地 | 小学校             | 中学校             |
| ---- | ------------------ | ------------------ |
| 全域 | 鳴門市立里浦小学校 | 鳴門市立第二中学校 |

## 施設
- 鳴門市里浦小学校
- 観音寺 - 清少納言の天塚で有名。
- 宝珠寺 - 阿波北嶺薬師霊場21番札所。
- 妙眼寺 - 日蓮正宗の仏教寺院。山号は具足山。
- 十二神社
- 人丸神社
- 大手海岸

## 交通

### バス
鳴門市地域バス・徳島バス
- 里浦口

### 道路
都道府県道
- 徳島県道184号粟津港撫養線
- 徳島県道185号粟津港線